# Doctor Cha
Doctor Cha (hangul: 닥터 차정숙) (bra: Dra. Cha) é uma série de televisão sul-coreana de 2023 estrelada por Uhm Jung-hwa no papel-título, e Kim Byung-chul, Myung Se-bin e Min Woo-hyuk em outros papéis principais. Foi ao ar na JTBC de 15 de abril a 4 de junho de 2023, todos os sábados e domingos às 22h30 (KST), totalizando 16 episódios. A série também está disponível em plataformas de streaming como a TVING, na Coreia do Sul, e na Netflix, em regiões selecionadas.
A série foi um sucesso de audiência e se tornou uma das séries de maior audiência na história da televisão a cabo coreana.

## Sinopse
A série segue a história de Cha Jeong-suk, uma dona de casa que se torna residente de medicina do primeiro ano.

## Elenco

### Principal
- Uhm Jung-hwa como Cha Jeong-suk: uma dona de casa em tempo integral que decide retornar à carreira médica após sobreviver a uma crise inesperada.[9]
  - Park Joo-won como Cha Jeong-suk jovem.[10]
- Kim Byung-chul como Seo In-ho: o marido perfeccionista de Jeong-suk, cirurgião-chefe de um hospital universitário e que possui um caso com Seung-hee.[9][11]
  - Park Tae-in como Seo In-ho jovem.
- Myung Se-bin como Choi Seung-hee: o primeiro amor de In-ho, ela é professora de medicina familiar.[9]
  - Moon Ye-jin como Choi Seung-hee jovem.[12]
- Min Woo-hyuk como Roy Kim: um cirurgião carismático que se envolve com Jeong-suk.[9]

### De apoio
- Song Ji-ho como Seo Jung-min: filho de Jeong-suk e In-ho que é residente de cirurgia do primeiro ano.[13]
- Jo Ah-ram como Jeon So-ra: namorada de Jung-min que é residente de cirurgia do terceiro ano.[14]
- Baek Joo-hee como Baek Mi-hee: amiga de Jeong-suk que é dermatologista.[15]
- Park Joon-geum como Kwak Ae-sim: mãe de In-ho e sogra de Jeong-suk.[15]
- Kim Mi-kyung como Oh Deok-rye: mãe de Jeong-suk que trabalha como cuidadora em um hospital geriátrico.[15]
- Lee Seo-yeon como Seo Yi-rang: filha de Jeong-suk e In-ho.[15]
- So A-rin como Choi Eun-seo: filha de Seung-hee e In-ho.[16]
- Park Chul-min como Yoon Tae-sik: o chefe do departamento de cirurgia.[15]
- Kim Byung-chun como Im Jong-kwon: o chefe do departamento de medicina familiar. [15]
- Lim Hyun-soo como Lee Do-gyeom: residente do primeiro ano do departamento de medicina familiar.[17]
- Kim Ye-eun como Min Chae-yoon: médica-estagiária no departamento de medicina familiar.[18]

### Estendido
- Jo Eun-yoo como Hwang Mi-ra: uma cirurgiã de um hospital universitário.[19]
- Song Young-ah como Park Ji-yeon: médica residente-chefe do terceiro ano.[20]
- Song Young-chang como presidente Oh Chang-gyu: um paciente VIP.[21]
- Sung Byung-sook como Jang Hae-nam: uma paciente que foi presa por matar o marido.[22]
- Kim Hyun-mok como Hwang Seong-gyu: um paciente que tem doença de Crohn.[23]
- Seo Yoon-ji como Seo-yeon: esposa de Seong-gyu.[23]
- Nam Myeong-ryeol como Park Ho-won.[24]

### Participações especiais
- Kang Ji-young como Yoo Ji-seon: uma mãe solteira.[25]
- Choi Eun-kyung como uma xamã.[26]

## Lançamento
Foi relatado que Doctor Cha teve seu lançamento inicialmente agendado para outubro de 2022. No entanto, em novembro de 2022, a JTBC anunciou que a série foi incluída em sua grade de programação para o ano de 2023.

## Trilha sonora
A trilha sonora de Doctor Cha inclui cinco singles, lançados entre 15 de abril e 20 de maio de 2023. Esses singles, bem como outras 46 músicas, foram posteriormente incluídas na trilha sonora original de Doctor Cha, lançada em 3 de junho de 2023 pela Music&NEW.

### Parte 1
| Lançado em 15 de abril de 2023 |                 |                                        |                                        |                |         |  |
| N.º                            | Título          | Letras                                 | Música                                 | Artista        | Duração |  |
| 1.                             | "Alone" (홀로)  | Song Yang-ha Kim Jae-hyun Gong Hye-won | Song Yang-ha Kim Jae-hyun Gong Hye-won | Rothy          | 2:50    |  |
| 2.                             | "Alone" (Inst.) |                                        |                                        |                | 2:50    |  |
| Duração total:                 | Duração total:  | Duração total:                         | Duração total:                         | Duração total: | 5:40    |  |

### Parte 2
| Lançado em 22 de abril de 2023 |                             |                                   |                                        |                |         |  |
| N.º                            | Título                      | Letras                            | Música                                 | Artista        | Duração |  |
| 1.                             | "Shine Like a Star"         | Song Yang-ha Kim Jae-hyun Lee Jua | Song Yang-ha Kim Jae-hyun Lee Jua Vlue | Sondia         | 2:43    |  |
| 2.                             | "Shine Like a Star" (Inst.) |                                   |                                        |                | 2:43    |  |
| Duração total:                 | Duração total:              | Duração total:                    | Duração total:                         | Duração total: | 5:26    |  |

### Parte 3
| Lançado em 29 de abril de 2023 |                  |                                    |                    |                 |         |  |
| N.º                            | Título           | Letras                             | Música             | Artista         | Duração |  |
| 1.                             | "Breath" (숨)    | Ha Hyung-eon Susan Jeon Jong-hyeok | Ha Hyung-eon Susan | Jung Seung-hwan | 3:41    |  |
| 2.                             | "Breath" (Inst.) |                                    |                    |                 | 3:41    |  |
| Duração total:                 | Duração total:   | Duração total:                     | Duração total:     | Duração total:  | 7:22    |  |

### Parte 4
| Lançado em 13 de maio de 2023 |                                     |                                  |                                                         |                |         |  |
| N.º                           | Título                              | Letras                           | Música                                                  | Artista        | Duração |  |
| 1.                            | "After This Night" (이 밤이 지나면) | Kim Su-bin (Aiming) No Young-won | Kim Chang-rak (Aiming) Kim Su-bin (Aiming) No Young-won | Park Min-hye   | 4:16    |  |
| 2.                            | "After This Night" (Inst.)          |                                  |                                                         |                | 4:16    |  |
| Duração total:                | Duração total:                      | Duração total:                   | Duração total:                                          | Duração total: | 8:32    |  |

### Parte 5
| Lançado em 20 de maio de 2023 |                                 |                          |                          |                |         |  |
| N.º                           | Título                          | Letras                   | Música                   | Artista        | Duração |  |
| 1.                            | "A Day For Me" (나를 위한 하루) | Jeon Jong-hyeok Heo Seok | Jeon Jong-hyeok Heo Seok | Shinae An      | 2:28    |  |
| 2.                            | "A Day For Me" (Inst.)          |                          |                          |                | 2:28    |  |
| Duração total:                | Duração total:                  | Duração total:           | Duração total:           | Duração total: | 4:56    |  |

## Recepção

### Audiência
| Temporada | Temporada | Ep. 1 | Ep. 2 | Ep. 3 | Ep. 4 | Ep. 5 | Ep. 6 | Ep. 7 | Ep. 8 | Ep. 9 | Ep. 10 | Ep. 11 | Ep. 12 | Ep. 13 | Ep. 14 | Ep. 15 | Ep. 16 | Audiência |
| --------- | --------- | ----- | ----- | ----- | ----- | ----- | ----- | ----- | ----- | ----- | ------ | ------ | ------ | ------ | ------ | ------ | ------ | --------- |
|           | 1         | 1.125 | 1.644 | 1.700 | 2.330 | 2.437 | 2.846 | 2.856 | 3.696 | 3.411 | 4.061  | 3.552  | 4.005  | 3.143  | 4.088  | 3.232  | 4.030  | 3.010     |

| Ep. | Data de transmissão original | Parcela média de audiência (Nielsen Korea) | Parcela média de audiência (Nielsen Korea) |
| Ep. | Data de transmissão original | Nacional                                   | Seul                                       |
| --- | ---------------------------- | ------------------------------------------ | ------------------------------------------ |
| 1 | 15 de abril de 2023          | 4.937% (1º)                                | 5.464% (1º)                                |
| 2 | 16 de abril de 2023          | 7.780% (1º)                                | 8.632% (1º)                                |
| 3 | 22 de abril de 2023          | 7.814% (1º)                                | 8.488% (1º)                                |
| 4 | 23 de abril de 2023          | 11.205% (1º)                               | 11.715% (1º)                               |
| 5 | 29 de abril de 2023          | 10.856% (1º)                               | 12.007% (1º)                               |
| 6 | 30 de abril de 2023          | 13.203% (1º)                               | 13.317% (1º)                               |
| 7 | 6 de maio de 2023            | 12.874% (1º)                               | 13.019% (1º)                               |
| 8 | 7 de maio de 2023            | 16.181% (1º)                               | 16.868% (1º)                               |
| 9 | 13 de maio de 2023           | 15.588% (1º)                               | 15.708% (1º)                               |
| 10 | 14 de maio de 2023           | 17.958% (1º)                               | 18.925% (1º)                               |
| 11 | 20 de maio de 2023           | 16.225% (1º)                               | 17.059% (1º)                               |
| 12 | 21 de maio de 2023           | 18.493% (1º)                               | 19.336% (1º)                               |
| 13 | 27 de maio de 2023           | 14.420% (1º)                               | 14.560% (1º)                               |
| 14 | 28 de maio de 2023           | 18.168% (1º)                               | 17.920% (1º)                               |
| 15 | 3 de junho de 2023           | 14.676% (1º)                               | 14.742% (1º)                               |
| 16 | 4 de junho de 2023           | 18.546% (1º)                               | 19.383% (1º)                               |
| Média | Média                        | 13.683%                                    | 14.196%                                    |
| - Na tabela acima, os números em azul representam a audiência média mais baixa e os números em vermelho representam a audiência média mais alta. - Este drama foi ao ar em um canal a cabo/TV paga que normalmente tem uma audiência relativamente menor em comparação com a TV aberta/emissoras públicas como, por exemplo, KBS, SBS, MBC, e EBS. |                              |                                            |                                            |

### Prêmios e indicações
| Cerimônia de premiação | Ano  | Categoria    | Nomeado/trabalho | Resultado | Ref.   |
| ---------------------- | ---- | ------------ | ---------------- | --------- | ------ |
| Baeksang Arts Awards   | 2024 | Melhor atriz | Uhm Jung-hwa     | Indicado  | [ 40 ] |

#### Artigos em lista
| Editora | Ano  | Lista                                             | Colocação | Ref.   |
| ------- | ---- | ------------------------------------------------- | --------- | ------ |
| Time    | 2023 | Os 10 melhores dramas coreanos de 2023 na Netflix | Incluído  | [ 41 ] |

## Remake
A adaptação turca da série sul-coreana, Bahar, começou a ser transmitida pela Show TV em 13 de fevereiro de 2024. A protagonista da produção é interpretada pela atriz Demet Evgar.